# Västerhejde
Västerhejde is een plaats in de gemeente, landschap en eiland Gotland in de provincie Gotlands län in Zweden. De plaats heeft 302 inwoners (2005) en een oppervlakte van 53 hectare.